# Arnaldo Mussolini
Arnaldo Mussolini, född 11 januari 1889, död 21 december 1931, var en italiensk journalist. Han var bror till Benito Mussolini.
Arnaldo Mussolini blev efter broderns makttillträde i november 1922 ledare för det fascistiska huvudorganet Il Popolo d'Italia i Milano, där han medarbatat från 1914. Tidningen blev från 1922 den fascistiska styrelsens officiella pressorgan. Till sin död var han dessutom president i de fascistiska publicisternas förening. Arnaldo Mussolinis huvudintresse gällde Italiens jordbruksnäring och upprätthållandet av goda relationer mellan den fascistiska staten och den katolska kyrkan.

## Fotnoter
1. 1 2 3 4  BeWeB, BeWeB person-ID: 1117, läst: 14 februari 2021.[källa från Wikidata]